# 배진석
배진석(裵晋奭, 1974년 4월 30일~)은 대한민국의 제10·11·12대 경상북도의원이다.

## 학력
- 고려대학교 대학원 정치외교학과 졸업(정치학 석사)

## 경력
- 국회의원 보좌관(4급)
- 경기도지사(김문수) 정책보좌관
- 재단법인 서라벌공원 본부장
- 2014년 7월 1일~2018년 6월 30일: 제10대 경상북도의회 의원
- 2018년 7월 1일~2022년 6월 30일: 제11대 경상북도의회 의원
- 2022년 7월 1일~: 제12대 경상북도의회 의원
  - 제12대 경상북도의회 전반기 교육위원회 위원
  - 제12대 경상북도의회 전반기 윤리특별위원회 위원
  - 제12대 경상북도의회 전반기 원자력대책특별위원회 위원
  - 제12대 경상북도의회 전반기 2025APEC정상회의경상북도유치특별위원회 위원장
  - 2024년 7월~: 제12대 경상북도의회 후반기 부의장
  - 제12대 경상북도의회 후반기 행정보건복지위원회 위원

## 역대 선거 결과
|  | 66.04% |

|  | 58.80% |

|  | 0% |